# Districte de Rokycany
El districte de Rokycany (en txec Okres Rokycany) és un districte de la regió de Plzeň, a la República Txeca. La capital és Rokycany.

## Llista de municipis
Bezděkov -
Břasy -
Březina -
Bujesily -
Bušovice -
Cekov -
Cheznovice -
Chlum -
Chomle -
Čilá -
Dobřív -
Drahoňův Újezd -
Ejpovice -
Hlohovice -
Holoubkov -
Hrádek -
Hradiště -
Hůrky -
Kakejcov -
Kamenec -
Kamenný Újezd -
Kařez -
Kařízek -
Klabava -
Kladruby -
Kornatice -
Lhota pod Radčem -
Lhotka u Radnic -
Liblín -
Líšná -
Litohlavy -
Medový Újezd -
Mešno -
Mirošov -
Mlečice -
Mýto -
Němčovice -
Nevid -
Osek -
Ostrovec-Lhotka -
Plískov -
Podmokly -
Příkosice -
Přívětice -
Radnice -
Raková -
Rokycany -
Sebečice -
Sirá -
Skomelno -
Skořice -
Smědčice -
Štítov -
Strašice -
Svojkovice -
Těně -
Terešov -
Těškov -
Trokavec -
Týček -
Újezd u Svatého Kříže -
Vejvanov -
Veselá -
Vísky -
Volduchy -
Všenice -
Zbiroh -
Zvíkovec